# Работино (Запорожская область)
Рабо́тино (укр. Роботине) — село в Токмакской городской общине Пологовского района Запорожской области Украины.

## Население
Население по данным всеукраинской переписи 2001 года составляло 480 человек.

### Языковой состав
Родной язык населения по данным переписи 2001 года:
| Язык       | Численность, чел. | Доля     |
| ---------- | ----------------- | -------- |
| Украинский | 446               | 92,92 %  |
| Русский    | 33                | 6,87 %   |
| Другое     | 1                 | 0,21 %   |
| Итого      | 480               | 100,00 % |

## Географическое положение
Село находится в 20 км от города Токмак и в 12 км от города Орехов. По селу протекает пересыхающий ручей с запрудой. Рядом проходит автомобильная дорога Т-0408.

## История

### Дореволюционный период
По данным Ю. Князькова, Работино основано как хутор в 1818 году переселенцами из Орехова. Название происходит от фамилии первопоселенцев. Хутор имел параллельное название — Оберемків (укр.).
Село относилось к Сладко-Балковской волости Бердянского уезда Таврической губернии. До 1865 года жители принадлежали к приходу в Орехове, а затем — в Копанях.

### Советский период
В 1920 году здесь был похоронен Кузьма Апатов — революционер, участник гражданской войны в России, командир первого Мариупольского ударного советского батальона.

### Период независимой Украины
12 июня 2020 года, согласно распоряжению Кабинета Министров Украины № 713-р «Об определении административных центров и утверждении территорий территориальных общин Запорожской области», Новопрокоповский сельский совет вошёл в состав Токмакской городской общины Токмакского района.
17 июля 2020 года, вследствие административно-территориальной реформы и ликвидации Токмакского района, село вошло в состав Пологовского района.

#### Вторжение России (с 2022)
4 марта 2022 года, в ходе вторжения России на Украину, российские войска подошли к Работино с юга и развернули здесь тяжёлую огнемётную систему залпового огня «Солнцепёк». 6 марта 2022 года село было захвачено войсками РФ.
7 августа 2023 года, в ходе контрнаступления Украины, ВСУ вошли в пределы села, за которое шли ожесточённые бои. 23 августа 2023 года ВСУ установили полный контроль над Работино. 28 августа Украина официально объявила об освобождении села.
В ходе боёв за населённый пункт село было полностью уничтожено.
В конце 2023 года в интернете появилось видео расстрела российскими военными троих украинских военнопленных около Работино. По данным украинского следствия, военнослужащие РФ взяли в плен трёх украинских военных, которых через час расстреляли. Село в 2023 году находилось на внешнем контуре укреплённой линии обороны российских войск (т.н. линия Суровикина).

## Объекты социальной сферы
До вторжения России в Украину в 2022 году в селе действовали библиотека-филиал, почтовое отделение, фельдшерско-акушерский пункт, магазин.

## Достопримечательности
- В 3,5 км к северо-востоку от села расположен ландшафтный заказник местного значения «Балка Успеновская»[10].
- На территории села расположены две братские могилы и другие памятники.